# Zealous (Schiff, 1866)
Die HMS Zealous war eines der drei Schiffe (die anderen waren die Royal Alfred und die Repulse), die die zweite Gruppe von hölzernen Dampflinienschiffen bildeten, die 1860 für den Umbau zu Panzerschiffen ausgewählt wurden. Dies geschah als Reaktion auf die wahrgenommene Bedrohung Großbritanniens durch das große französische Bauprogramm für Panzerschiffe. Nach seiner Fertigstellung wurde das Schiff an die Westküste Kanadas beordert, um die britischen Interessen im östlichen Pazifik zu vertreten. Die Zealous war sechs Jahre lang das Flaggschiff der Pazifikstation, bis sie 1872 abgelöst wurde. Nach ihrer Rückkehr nach Großbritannien wurde sie umgerüstet und diente anschließend als Wachschiff in Southampton, bis sie 1875 außer Dienst gestellt wurde. Das Schiff lag in Reserve, bis es 1886 zum Abwracken verkauft wurde.

## Dienst
Um dem französischen Aufgebot an gepanzerten Korvetten der Belliqueuse- und Alma-Klasse im Pazifischen Ozean gewachsen zu sein, befahl die Admiralität der Zealous kurz nach ihrer Fertigstellung, an die Westküste Kanadas zu fahren. Nach ihrer Ankunft wurde das Schiff zum Flaggschiff ernannt und erreichte im Juli 1867 seine Einsatzbasis in Esquimalt; dort blieb sie bis April 1869 am Ende einer Telegrafenverbindung mit Großbritannien vor Anker. Während dieser Zeit war sie nur an zwei Tagen pro Quartal für Schießübungen im Einsatz.
Im Januar 1870 nahm sie in Panama eine neue Besatzung auf. Nach sechs Jahren auf Station wurde sie von der Revenge als Flaggschiff abgelöst und machte sich auf den Heimweg. Ihr Rumpf war seit dem Verlassen Großbritanniens nicht mehr gereinigt worden, und sie konnte nur maximal 7 Knoten (13 km/h) unter Segel oder Dampf erreichen, so dass ihre Rückreise fünf Monate dauerte. Bei der Durchfahrt durch die English Narrows an der Südwestküste Chiles stieß die Zealous gegen einen Felsen, wurde aber nur leicht beschädigt. Im April 1873 wurde sie in Plymouth umgerüstet und lag dann bis 1875 als Wachschiff in Southampton, wo sie ausgemustert wurde. Das Schiff wurde in Portsmouth in Reserve gestellt, bis es im September 1886 zum Verschrotten verkauft wurde.
Da Kohle an der Westküste Amerikas extrem teuer war, nutzte die Zealous in der Regel ihre Segel und legte mehr Seemeilen unter Segeln zurück als alle anderen segelnden Panzerschiffe. Sie war auch das erste britische Panzerschiff, das von Großbritannien aus weiter als bis zum Mittelmeer segelte.

## Konstruktion
Die Zealous wurde am 26. Oktober 1859 als hölzernes Schiff mit zwei Decks und 90 Kanonen im Pembroke Dockyard auf Kiel gelegt, aber ihr Bau wurde ausgesetzt, bis Erfahrungen mit dem Umbau ihrer Halbschwestern der Prince-Consort-Klasse zu Panzerschiffen vorlagen. Die Admiralität ordnete am 2. Juli 1862 an, das Schiff um ein Deck zu kürzen und zum Preis von 239.258 Pfund zu einer gepanzerten Fregatte umzubauen. Das Schiff lief am 7. März 1864 vom Stapel und wurde im September 1866 in Dienst gestellt, aber erst am 4. Oktober 1866 fertiggestellt.
Die Zealous erhielt einen geraden Vorsteven und ein abgerundetes Heck, aber ihr Rumpf wurde ansonsten gegenüber ihrer ursprünglichen Form nicht verändert. Man hatte festgestellt, dass eine Verlängerung des Rumpfes, wie sie bei der früheren Prince-Consort-Klasse vorgenommen wurde, zu Schwächen in Längsrichtung führte. Ihr Umbau zu einem Panzerschiff mit Zentralbatterie kostete daher weniger als der eines ihrer Zeitgenossen, obwohl dies durch eine kürzere Batterie und damit eine weniger effektive Breitseite ausgeglichen wurde. Sie war auch weniger gepanzert als die frühere Klasse und fast einen Knoten langsamer; da sie jedoch für den Einsatz in entlegenen Gewässern gebaut wurde und nicht mit gegnerischen Schiffen von nennenswerter Stärke zu rechnen war, wurden diese Mängel als akzeptabel angesehen. Die Zealous war zwischen den Loten 76,81 m  lang und hatte eine Breite von 17,83 m. Das Schiff hatte einen Tiefgang von 7,6 m  vorn und 7,8 m  achtern. Sie verdrängte 6.194 t.

### Antrieb
Die Zealous verfügte über eine einfache horizontale 2-Zylinder-Dampfmaschine mit horizontaler Rücklaufpleuelstange, die einen einzelnen vierblättrigen Propeller mit 5,80 m antrieb. Der Dampf wurde von acht rechteckigen Kesseln mit einem Arbeitsdruck von 22 psi (ca. 1,54 bar) geliefert. Die Maschine leistete bei der Probefahrt im November 1866 3.623 PS (2.702 kW), was dem Schiff eine Höchstgeschwindigkeit von 11,7 Knoten (21,7 km/h) verlieh. Die Zealous konnte maximal 670 t Kohle als Brennstoffvorrat aufnehmen. Sie war als Vollschiff mit drei Masten getakelt und hatte eine Segelfläche von 2,10 m². Ihre Höchstgeschwindigkeit bei abgekoppeltem Propeller und unter Segel betrug 10,5 Knoten (19,4 km/h).

### Bewaffnung

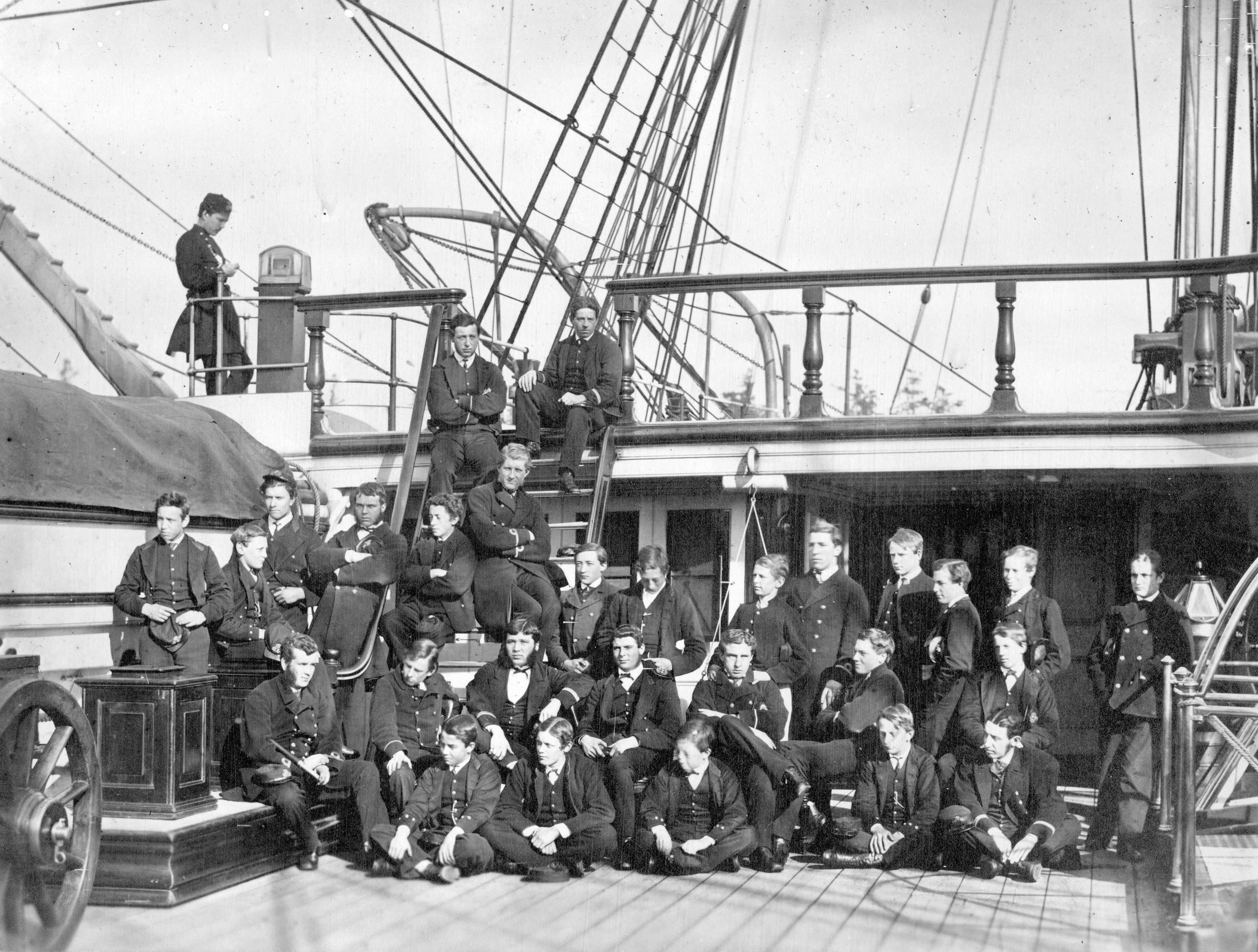
Kanoniere der Zealous um 1869

Alle verfügbaren 22,9-cm- und 20,3-cm-Kanonen waren bereits für andere, stärkere Schiffe vorgesehen. Die Zealous erhielt daher 17,8 cm, Kanonen die für die zu erwartende Einsatztätigkeit als ausreichend angesehen wurde und die sie auch während ihrer gesamten aktiven Laufbahn beibehielt. Sie war das einzige Schlachtschiff, das jemals eine einheitliche Bewaffnung dieses Kalibers besaß, und sie und ihre Halbschwester Repulse waren die einzigen viktorianischen Panzerschiffe, die ihre ursprüngliche Bewaffnung während ihrer gesamten aktiven Laufbahn unverändert beibehielten. Die Zealous war mit zwanzig 17,8-cm-Vorderladergeschützen mit gezogenem Lauf bewaffnet. Vier dieser Geschütze waren auf dem Oberdeck als Verfolgungsgeschütze montiert, je zwei vorn und achtern. Das Geschütz mit 16 Kaliberlängen wog 6,6 t und verschoss eine 50,8 kg schwere Granate. Es war in der Lage, eine 196-mm-Panzerung  zu durchschlagen.

### Panzerung
Die Zealous hatte einen kompletten Wasserliniengürtel aus Schmiedeeisen, der mittschiffs 114 mm  dick war und sich am Bug und Heck auf 64 mm verjüngte. Von der Höhe des Hauptdecks reichte er 1,80 m unter die Wasserlinie. Die Kanonen auf dem Hauptdeck waren mittschiffs durch einen Abschnitt mit 114-mm-Panzerung geschützt, der 31,40 m lang war und an beiden Enden 114-mm-Querschotten besaß, die die Verfolgerkanonen ungeschützt ließen. Die Panzerung war auf einer 770 mm starken Schicht Teakholz befestigt. Das Gesamtgewicht der Panzerung betrug 800 t.